# Вёрман, Эрнст
Эрнст Вёрман (нем. Ernst Woermann) (30 марта 1888, Дрезден, Германская империя — 5 июля 1979, Гейдельберг, ФРГ) — германский дипломат, руководящий сотрудник Имперского министерства иностранных дел Германии, младший статс-секретарь МИДа (1940 года — 1943 год), Посол Германии при прояпонском Нанкинском правительстве Китая (3 августа 1943 года — 8 мая 1945 года).

## Биография
Эрнст Вёрман был сыном искусствоведа Карла Вёрмана, члена Саксонской академии наук. После учёбы в гуманитарной гимназии изучал юридические науки в университетах Гейдельберга, Мюнхена, Фрайбурга и Лейпцига. После окончания учёбы и получения учёной степени доктора права сначала как солдат, в конце — как старший лейтенант принимал участие в Первой мировой войне.
После демобилизации работал в Гамбургской судебной службе (Hamburger Justizdienst), а с 1919 года — в Имперском министерстве иностранных дел. В 1920 году входил в состав германской делегации на Парижской мирной конференции и состоял при германском посольстве во Франции. В 1925 году переведён посланником в Вену. Начиная с февраля 1929 года снова работал в Министерстве иностранных дел. После получения в августе 1936 года ранга Посланника 1-го класса осенью 1936 года назначен в германское посольство в Лондоне, ближайший сотрудник тогдашнего посла Иоахима фон Риббентропа. 1 декабря 1937 года вступил в НСДАП.
После назначения И. фон Риббентропа имперским министром иностранных дел 1 апреля 1938 года сменил Эрнста фон Вайцзекера на посту министериальдиректора и начальника Политического отдела МИДа. Тогда же получил звание штандартенфюрера СС. В 1940 году стал младшим статс-секретарём (Unterstaatssekretär) МИДа.
С 3 августа 1943 года до конца войны был послом Германии при прояпонском Нанкинском правительстве Китая.
В качестве подсудимого был привлечён к суду Американского военного трибунала по делу «Вильгельмштрассе». 11 апреля 1949 года приговорён к 7 годам тюремного заключения. 12 декабря 1949 года срок заключения был снижен до 5 лет. Но уже 18 января 1950 года был освобождён досрочно из тюрьмы для военных преступников в Ландсберге.